# James Fallon
James H. Fallon (18 de octubre de 1947-20 de noviembre de 2023) fue un neurocientífico estadounidense.

## Biografía
Obtuvo su licenciatura en ciencias biología y química en Saint Michael's College en Vermont y su posgrado en psicofísica y psicología en el Instituto Politécnico Rensselaer, en Nueva York. Posteriormente, realizó su doctorado en neuroanatomía y neurofisiología en la Universidad de Illinois College of Medicine, y su formación postdoctoral en neuroanatomía química en la UC San Diego. Actualmente, Fallon es profesor de Anatomía y Neurobiología en la UC Irvine, donde se ha desempeñado como Presidente de la facultad de la Universidad, y Presidente de la Facultad de Medicina. Fallon forma parte del Sloan Scholar, Senior Fulbright Fellow, y del National Institutes of Health Career Awardee. Fallon ha recibido una serie de títulos honoríficos y premios. También forma parte, en los Estados Unidos, de varios directorios corporativos y de varios think tanks enfocados a la ciencia, la biotecnología, las artes, y el ejército estadounidense. Fallon es un experto en el ámbito de la "cognición y la guerra" para el  Comando Conjunto del Pentágono.
Fallon ha hecho importantes contribuciones científicas en varios temas neurocientíficos, incluidos los descubrimientos de TGF alfa, del factor de crecimiento epidérmico; además, fue el primero en mostrar la estimulación en el cerebro lesionado de adultos a gran escala con células madre con factores de crecimiento. También ha hecho contribuciones en el campo de la esquizofrenia, la enfermedad de Parkinson, la enfermedad de Alzheimer, y los roles de hostilidad y de género en la nicotina y la adicción a la cocaína. Fallon también es, académicamente citado, por su investigación en la biología básica de la dopamina, norepinefrina, péptidos opioides en el cerebro, las conexiones de la corteza, sistema límbico, ganglios basales y en los animales y los seres humanos. Ha realizado publicaciones sobre la proyección de imagen del cerebro humano mediante tomografía por emisión de positrones, resonancia magnética, la difusión de las técnicas de imagen del tensor de tractografía, y el nuevo campo de la genética de imágenes.

## Otros trabajos
Además de su investigación en la neurociencia, James Fallon ha dado conferencias y escrito sobre temas que van desde el arte, la arquitectura, el derecho, la conciencia, la creatividad, el cerebro del asesino psicópata, y la guerra de Vietnam.
Desde 2007 hasta 2009, Fallon apareció en diferentes series de History Channel sobre la ciencia y la tecnología (Star Wars Tech, Spider-Man Tech), CNN, PBS, BBC, y ABC, por su trabajo sobre las células madre, los factores de crecimiento, la psicopatología, la ingeniería tisular, las prótesis inteligentes, la esquizofrenia, el comportamiento humano y animal, y la enfermedad. El 18 de noviembre de 2009, Fallon apareció en la  serie Mentes Criminales, de género dramático, que se emite por CBS. Dicho programa explora su teoría de la violencia trans-generacional en las zonas del mundo que experimentan continuos combates de terrorismo, guerra, y violencia. En una historia relatada, el Dr. Fallon y su familia se sometieron a la proyección de imagen funcional del cerebro y los análisis genéticos de potencial violencia relacionada con los patrones genéticos y del cerebro, como se informó el 27 de noviembre de 2009 en una edición del Wall Street Journal.